# Icon (Düsseldorf)

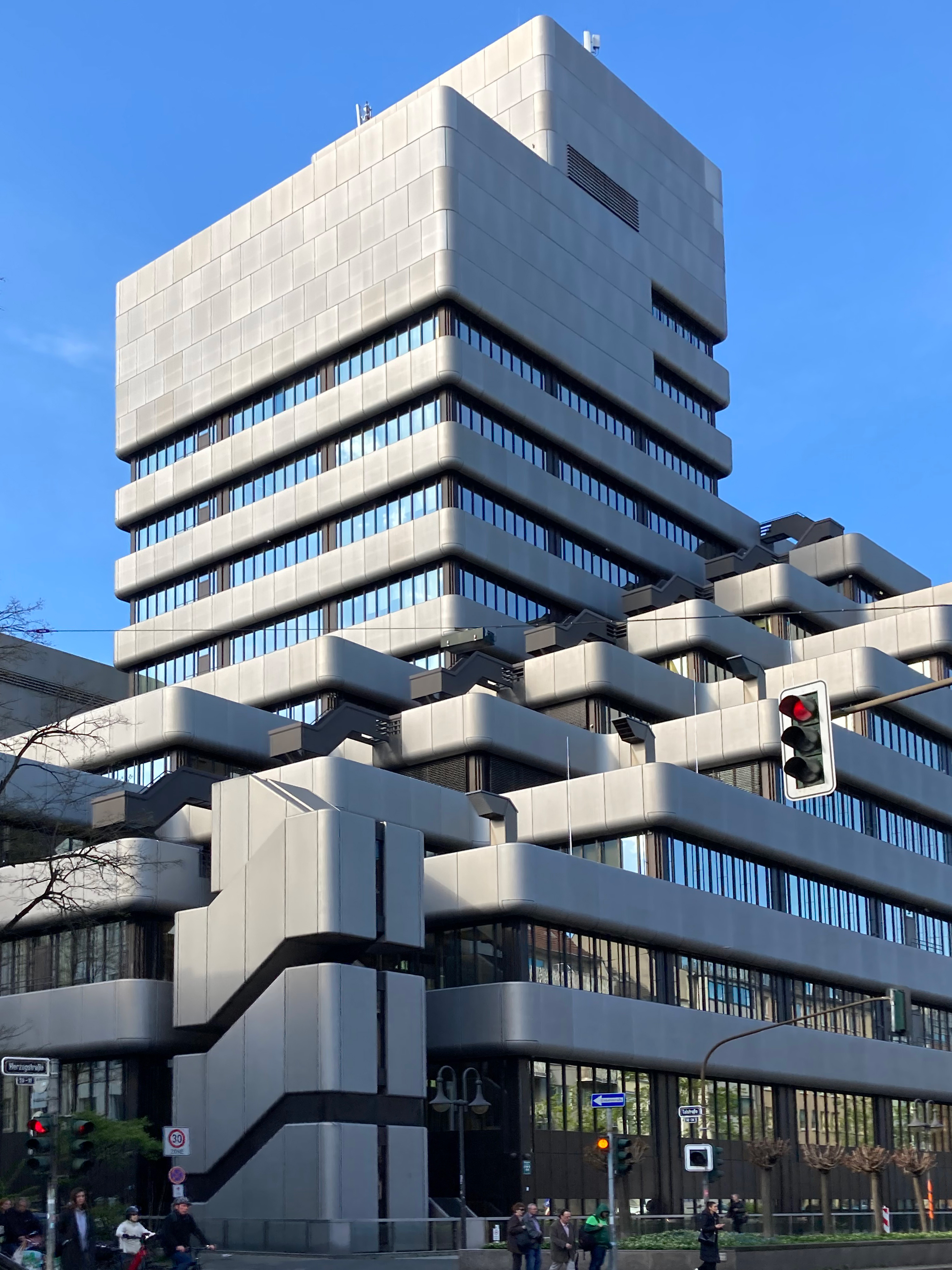
Icon in Düsseldorf

Das Icon, zuvor Herzogterrassen, ursprünglich die Westdeutsche Landesbank Girozentrale (WestLB), ist ein Gebäudekomplex in der Herzogstraße 15 in Düsseldorf-Friedrichstadt. Es wurde nach Plänen des Architekten Harald Deilmann im Internationalen Stil erbaut.

## Geschichte
Von 1974 bis 1986 wurde das Gebäude mit einer Gesamtmietfläche von rund 55.700 m² an der Kreuzung Herzogstraße/Friedrichstraße für die WestLB errichtet. Um Platz für den Neubau zu schaffen, mussten ein bestehendes Dominikanerkloster sowie weitere historische Gebäude abgerissen werden.
Im Jahr 2014 erfolgte der Verkauf des Bauwerks an die Firma Blackstone. Nach fünf Jahren wurde es von der Frankfurter Gesellschaft Godewind Immobilien käuflich erworben. 2020 übernahm der französische Projektentwickler Covivio die Büro-Holding Godewind.
Im Jahr 2008 wurde eine weitere Sanierung des Gebäudes durchgeführt.

## Architektur
Der Architekt Harald Deilmann gestaltete eine stark gegliederte Bebauung mit Terrassen, einem zwölfstöckigen Turm und einer markanten Fassade mit abgerundeten Aluminiumbrüstungen. Das Gebäude gilt als ein Wahrzeichen Düsseldorfs.